# Озерецковский, Павел Яковлевич
Павел Я́ковлевич Озерецко́вский (1758, село Озерецкое Дмитровского уезда Московской губернии — 12 мая 1807, Санкт-Петербург) — первый по времени обер-священник армии и флота. Брат академика Николая Яковлевича Озерецковского и переводчика, священника Кузьмы Яковлевича Озерецковского.

## Биография
Родился в 1758 году в селе Озерецком в семье священника Якова Озерецковского (впоследствии игумена Лукиановской пустыни Суздальской епархии Макария). Как и его братья, получил образование в Троицкой лаврской семинарии. Блестяще окончив курс, был назначен профессором философии и префектом в Переславскую семинарию, а по её упразднении в 1788 году переведён на ту же должность в Коломенскую духовную семинарию.
В Коломне П. Я. Озерецковский вскоре был рукоположен в священники и определён присутствующим в Коломенской консистории, в каковой должности состоял до 1795 года, когда, возведённый в сан протоиерея, был назначен настоятелем Троицкого собора в Серпухове. Около этого времени открылась вакансия священника при церкви Митрополита Петра в Академии наук, и П. Я. Озерецковский, при содействии своего брата, тогда уже академика, был определён к означенной церкви 16 января 1797 года, а через два месяца стал и присутствующим Санкт-Петербургской духовной консистории.
В том же году он был назначен полевым обер-священником в армии генерал-фельдмаршала князя Н. В. Репнина и вскоре обратил на себя внимание императора, который приблизил его к себе, и П. Я. Озерецковский во всё время царствования Павла I пользовался исключительным положением при дворе. Император в день представления ему избранных полевых обер-священников и подчинённых им полковых священников посвятил П. Я. Озерецковского в свои планы об устройстве особого самостоятельного управления военным духовенством под непосредственным высочайшим наблюдением и вверил ему это дело, наградил крестом ордена Св. Иоанна Иерусалимского и предоставил право доступа к государю во всякое время дня и ночи. 6 апреля 1799 года П. Я. Озерецковский по высочайшему повелению был назначен присутствующим в Синоде, 4 декабря награждён митрой и крестом, а 9 апреля 1800 г. назначен обер-священником всей армии. 14 апреля 1800 г. император Павел I повелел, чтобы обер-священник не только в военное, но и в мирное время «имел в своем ведении всех священников армии и флота, чтобы он имел над ними главное начальство в судебном и административном отношении, — чтобы без него никаких перемен чинимо не было, чтобы все воинские чины, по делам духовного начальства касающихся, относились прямо к обер-священнику, а не к консистории, и чтобы он, обер-священник состоял членом Святешего Синода и сносился с последним непосредственно». Обер-священник получил право личного доклада у Императора, в то время как архиереи могли сообщаться с Императором только через обер-прокурора Святешего Синода и прибывали на аудиенцию в строго назначенное время.
Таким образом, состоялось отделение в управлении военного духовенства от епархиального, постепенно слагавшееся под влиянием походной жизни. П. Я. Озерецковский дал этому духовенству прочную организацию и довольно значительную самостоятельность даже в ущерб значению Синода. Обладая выдающимся умом, энергией и практическим тактом, он составлял один за другим проекты по различным вопросам, представлял их к одобрению государя и уже в первый год сделал много для улучшения условий жизни подчинённого ему духовенства. В целях приготовления военных священников он задумал учредить армейскую семинарию, в которой кандидаты на эти места воспитывались бы под его ближайшим наблюдением. П. Я. Озерецковский составил проект, который императором Павлом I был утверждён и удостоен похвального отзыва, для семинарии назначено здание Тверского подворья на Васильевском острове, подобраны преподаватели. 4 июля 1801 года семинария открылась.
П. Я. Озерецковский, превозмогая недовольство епархиального духовенства, возвышая и укрепляя самостоятельность военного духовенства, особое внимание обратил на военные неподвижные церкви и представил императору Павлу I доклад. В котором он ходатайствовал о Высочайшем соизволении, чтобы «на священнические места при госпиталях, крепостях и других подобных сим местах состоящих, при которых находятся военнослужащие и при которых священники получают жалование из армейской суммы, никого не определять, кроме армейских священников, несколько лет в армии служивших, а потому и заслуживающих сии покойныя места».
П. Я. Озерецковский со всей возможной полнотой воспользовался расположением к нему государя и предоставленными ему правами. Но такое положение продолжалось, лишь пока был жив император Павел I, и с его смертью изменилось. В ночь на 11 марта 1801 г. император Павел I был убит заговорщиками. Взошедший на Российский престол Александр I начал менять политику России. Незадолго до смерти Павла I отношения П. Я. Озерецковского с митрополитом Амвросием (его дядей) ухудшились. А после смерти Павла I митрополит Амвросий, по праву первоприсутствующего в Святейшем Синоде максимально отдалил обер-священника армии и флота из Духовной коллегии. Александр I холодно воспринял П. Я. Озерецковского и власть и права обер-священника были существенно ограничены. При первом же докладе обер-священника, Александр I дал понять, что отныне времена фаворитства прошли и перед П. Я. Озерецковским закрываются многие двери. Указом 14 апреля 1801 г. Святейший Синод предписал передать в непосредственное синодальное управление: вопрос о замещении вакансий, о новых вакансиях, о наградах, о назначении и увольнении и многое другое, прежде находившееся в ведении П. Я. Озерецковского. В этом же году были окончательно отменены телесные наказания для православных священнослужителей.
Лица, стоявшие во главе высшего церковного управления, накопили большое недовольство расширением власти обер-священника, и в скором времени его компетенция была строго определена Синодом, а управление военным духовенством было возвращено под полный контроль. Святейший Синод затребовал от П. Я. Озерецковского немедленно доставить надлежащие отчеты о всех суммах, которые были отпущены в его распоряжение, а именно: на устройство и содержание семинарии, на состоящую при обер-священнике канцелярию, на пенсии военным священникам, дорожные деньги, выделяемые на отправку в полки и во флот священников. Падение П. Я. Озерецковского не сломило его энергии, и он много ещё сделал для военного духовенства. 18 ноября 1806 года, в день крещения дочери Государя Александра I Елизаветы Александровны, он был пожалован орденом Святой Анны 1-й степени, 24 декабря того же года — шитой жемчугом митрой.
После выпавших на долю П. Я. Озерецковского переживаний и тяжелой двухмесячной болезни протоиерей Павел Озерецковский скончался 12 мая 1807 года в Санкт-Петербурге, похоронен на Смоленском православном кладбище. Вдове его, Анне, была назначена пожизненная пенсия 700 рублей.